# Operazione Mikado
La Operazione Mikado fu un raid programmato dai britannici nel 1982 durante la guerra delle Falkland per mettere fuori gioco i missili Exocet aviolanciati della Aviazione Navale Argentina, minaccia principale per la task force della Royal Navy impegnata nella riconquista delle isole Falkland.

## Premesse
L'aviazione navale aveva già effettuato parecchi attacchi con bombe convenzionali, costate gravi danni alle navi nella baia di San Carlos, ma ancora più grave per le navi britanniche era la minaccia dei Super Étendard con i loro missili Exocet; fu quindi decisa una missione sulla loro base di Rio Grande, in territorio argentino, che prevedeva l'atterraggio di due Hercules C-130 con circa cinquantacinque commando del SAS, e lo sbarco in contemporanea dal mare di altri ventiquattro incursori su battelli d'assalto gonfiabili del tipo Zodiac. L'area dell'incursione era difesa da quattro battaglioni di fanteria di marina a pieno organico che, pochi anni prima, erano stati addestrati da istruttori britannici del SBS.

## L'annullamento
L'operazione, ideata dal generale Peter de la Billière, all'epoca comandante del SAS, destò parecchie perplessità anche tra le forze speciali britanniche, ed un membro del SAS diede le dimissioni in segno di protesta contro quella che riteneva senza mezzi termini una missione suicida. Se fosse stata effettuata, oltre alla distruzione degli Exocet rimasti gli obbiettivi erano i piloti dell'aviazione navale e gli aerei Super Étendard abilitati al lancio dei missili. Se gli Hercules fossero sopravvissuti si sarebbero diretti verso la base cilena di Punta Arenas, altrimenti i SAS avrebbero dovuto marciare fino alla salvezza.
Dopo la guerra, i comandanti della marina argentina ammisero che si aspettavano un attacco di questo tipo, ma non avevano pensato a un atterraggio d'assalto; comunque, in una simile eventualità, avrebbero inseguito gli attaccanti anche in territorio cileno.
Alla fine l'operazione fallì perché una squadra di ricognizione, inviata a bordo di un elicottero Sea King dalla HMS Invincible, a causa del cattivo tempo si trovò a 50 NM dall'obiettivo e dovette deviare verso il territorio cileno; il solo pilota, dopo aver fatto evacuare la squadra da ricognizione, incendiò l'elicottero e si consegnò alle autorità cilene, provocando una considerevole attenzione internazionale sull'accaduto e le proteste degli argentini; la missione venne a quel punto abortita.